# Dorothea Fairbridge
Dorothea Anne Fairbridge (*Cape Town, 1862 - 1931) fou una escriptora sud-africana en anglès.

## Biografia
Fairbridge va ser la filla d'un distingit advocat, acadèmic i parlamentari de Ciutat del Cap, i la cosina de Kingsley Fairbridge (1885–1924; un poeta de Rhodesia i el fundador de la "Fairbridge Society"). Es va educar a Londres i va viatjar molt.
Com a colona britànica molt respectada de tercera generació, Fairbridge va ser un pilar en l'establiment dels colons. Es reunia amb dones britànica de l'alta societat que viatjaven a Sud-àfrica des de Gran Bretanya abans i després de la Segona Guerra Bòer. Fairbridge era una de les membres fundadores del Gremi de les Dones Lleials, una organització caritativa que animava les dones de Sud-àfrica i donava suport a l'Imperi Britànic i als seus militars que es trobaven en conflictes bèl·lics. El gremi es deidcava a contactar amb les familiars dels soldats morts i a assegurar-se que en les làpides hi figuressin els noms correctament. Quan el gremi va enviar membres a Gran Bretanya per explicar el que estaven fent i obtenir finançament, un grup de dones van crear la Victoria League per promoure els lligams entre els organitzadors en tot l'Imperi Britànic. Entre aquestes dones hi havia Violet Markham, Edith Lyttelton, Violet Cecil i Margaret, Comtessa de Jersey, totes elles havien conegut Dorothea Fairbridge en esdeveniments socials.
Després de la Guerra Bòer, Fairbridge va seguir donant suport a la integració de Sud-àfrica en l'Imperi Britànic. Va intentar establir la Unió Sud-africana, amb una població reconciliada i sentiment compartit de la història sud-africana. La Unió Sud-africana es va crear amb un acord constitucional que intentava assegurar lligams forts amb la resta de l'Imperi Britànic.

## Obres
- That Which Hath Been (1910)
- Piet of Italy (1913)
- The Torch Bearer (1915)
- History of South Africa (1917)
- Historic Houses of South Africa (1922)
- Along Cape Roads (1928)
- The Pilgrim's Way in South Africa (1928)
- Historic Farms of South Africa (1932)

Com a editora:
- Cape diaries de Lady Anne Barnards (1924)
- Letters from the Cape de Lady Duff Gordon (1927)